# システムサコム
システムサコム
1. 株式会社システムサコム - 東京都中央区に本社を置き、ハードウェア事業（コンピュータ周辺装置、ファクトリーオートメーション関連装置）、マルチメディア関連事業を行っていた日本の企業。
2. システムサコム工業株式会社 - 東京都墨田区に本社を置くコンピュータ部品の開発企業。コンピュータ周辺装置等のハードウェア、知識情報処理関連、マルチメディア関連等の製品の販売を行なう。2010年4月1日に株式会社システムサコム販売から商号変更[1]。

## 概要
1981年12月2日に有限会社システムサコムとして設立。1986年10月に株式会社システムサコムに商号変更した。
1983年から1998年まではパソコン（主にホビーパソコン）および家庭用ゲーム機向けにゲーム開発も行っていたが、1999年にゲーム事業から撤退し、2000年以降からはハードウェア販売に特化している。
パソコンゲームに関しては、ハードウェア事業も行っていた強みを生かし、当時ビジネス用途中心に使われていたPC-9801に音楽機能やジョイスティック端子を追加する「アミューズメントボードAMD-98」（1985年2月発売）をリリースし、これに自社ソフトを対応させていた。以後は他社からも対応ソフトが発売されるようになり、PC-9801のホビー用途の拡大に貢献した。
後に「ノベルウェア」というシリーズを生み出したが、これは後のサウンドノベルやビジュアルノベルというジャンルに影響を与えており、当時FM音源が主流だった時代に、いち早くMIDI音源対応のゲームを発売しているなど、小説とサウンドの融合に力を入れていた。斎藤学が音楽を手がけた『38万キロの虚空』は、日本の市販ゲームソフトで、初めてMIDI音源を利用した音楽再生をしたゲームである。

## 主な発売ゲームソフト

### パソコン用ゲームソフト
- ヴァリアント（PC-9801）1983年発売。マーク・フリントの第1作。
- ムーンボール（PC-9801）1983年発売。マーク・フリントの第2作。「エスケープキーが壊れたPC-9801があればこのソフトが原因」と言われる程、エスケープキーを多用するピンボールゲームだった。
- ブラウンズラン（PC-9801）1985年5月発売。マーク・フリントの第3作。
- ゾーン（PC-9801）1985年11月発売。マーク・フリントの第4作。
- ハイウェイスター（PC-9801）1986年11月発売。マーク・フリントの第5作。

- メルヘンヴェール（PC-9801 / PC-8801 / PC-8801mkⅡSR / X1 / FM-7 / MZ-2500 / MSX / MSX2）1985年9月発売。
- メルヘンヴェールII（PC-9801）1986年6月発売。

- DOME（PC-8801 / PC-9801 / X1 / FM-7 / MSX2 / MZ-2500 / X68000）

“パソコンで読む小説” ノベルウェアシリーズ第1弾。1988年6月発売。原作は夏樹静子。
- ソフトでハードな物語（PC-9801 / X68000 / FM-TOWNS）

ノベルウェアシリーズ第2弾。1988年7月発売。ゲームソフト開発会社の内幕を描く。
- シャティ（PC-8801）

ノベルウェアシリーズ第3弾（第2弾の予定だったが、開発が遅れ第3弾となった）。1988年11月発売。原作者は、海外SF小説やゲームブックなどの翻訳で知られる鎌田三平。
- ソフトでハードな物語2 The Return of ISHIDA（PC-9801 / X68000 / FM-TOWNS）

ノベルウェアシリーズ第4弾。1989年6月発売。タイトルは『The Return of ISHTAR』のパロディ。「石田」という女性キャラがキーパーソンとなっている。
- 38万キロの虚空（PC-9801 / X68000 / FM-TOWNS）

ノベルウェアシリーズ第5弾。1989年10月発売。
- 闇の血族（X68000）

ノベルウェアシリーズ第6弾。1990年7月発売。
- 闇の血族 -完結編-（X68000）

ノベルウェアシリーズ第7弾。1990年10月発売。
- 闇の血族Special（FM-TOWNS）

先行して発売されたX68000版の前編・完結編を1本にまとめて収録。BGMはCM-64版をCD-DAで収録したものを使用。1991年2月発売。
- ウォーム（PC-9801）1984年発売。
- ユーフォリー（X1）1987年10月発売。
- EVOLUTION（FM-TOWNS）1989年3月発売。
- プロヴィデンス（PC-8801）1989年4月発売。
- 幽霊君（MSX2）1989年4月発売。
- ヴァルナ（PC-8801）1989年5月発売。
- メタルサイト（X68000）

3Dシューティングゲーム。1989年12月発売。開発：フィルインカフェ
- ジェミニウイング（X68000）

アーケード用ゲームからの移植版。1990年10月発売。
- アトミックロボキッド（X68000）

アーケード用ゲームからの移植版。1990年12月発売。

### 家庭用ゲーム機ソフト
- メルヘンヴェール (ファミリーコンピュータ ディスクシステム)　1987年3月、サン電子より発売。
- ムーンボールマジック (ファミリーコンピュータ ディスクシステム)　1988年7月、DOGより発売。
- ジェリーボーイ（SFC） 1991年9月、EPICソニーより発売。
- グランドスラムテニストーナメント'92（MD）1992年6月、日本テレネットより発売。
- 激突弾丸自動車決戦 バトルモービル（SFC）1993年6月発売。
- 夢見館の物語（MCD） 1993年12月、セガより発売。
- 闇の血族 遥かなる記憶（PCエンジン SUPER CD-ROM2） 1993年12月、ナグザットより発売。
- ゲイルレーサー（SS） 1994年12月、セガより発売。
- 真説・夢見館 扉の奥に誰かが…（SS） 1994年12月、セガより発売。
- 月花霧幻譚~TORICO~（SS） 1996年6月、セガより発売。
- 時空探偵DD（SS / PS） 1996年7月、アスキーより発売。
- あれ!も これ?も 桃太郎（PS） 1996年10月発売。
- ガボールスクリーン（PS） 1996年12月、アンティノスレコードより発売。
- ランニング・ハイ（PS） 1997年4月発売。自社販売としてはこれが最後のソフトとなる。
- イバラード 〜ラピュタの孵る街〜（PS） 1997年10月、テレビ朝日より発売。
- 時空探偵DD2（PS） 1998年8月、アスキーより発売。
- アストロノーカ（PS） 1998年8月、エニックスより発売。
- ユーラシアエクスプレス殺人事件（PS） 1998年11月、エニックスより発売。このソフトを最後にゲーム市場から撤退。

## その他
- かつてファミリーコンピュータ ディスクシステムが全盛期だった頃、スクウェアが中心となって活動したDOG（ディスク・オリジナル・グループ・Disk Original Group）にも参加していた。同社開発は『ムーンボールマジック』1作のみ。
- 『ゾーン』『ハイウェイスター』は、「月刊アスキー別冊 蘇るPC-9801伝説 永久保存版 第2弾」（ISBN 978-4-7561-4883-4）に収録されている。
- システムサコムのゲーム事業撤退に伴ない、一部のスタッフ達がアイビーアーツを設立し独立した。